# Amegilla mimadvena
Amegilla mimadvena är en biart som först beskrevs av Cockerell 1916.  Amegilla mimadvena ingår i släktet Amegilla och familjen långtungebin. Inga underarter finns listade i Catalogue of Life.